# Montand chante Paris
Albums de Yves Montand
Yves Montand chante… Yves Montand chante ses dernières créations
Montand chante Paris est le second album d'Yves Montand publié en 1953 par Odeon.

## Édition originale de1953

### Style de l'album
- chanson française, poèmes mis en musique, valse, swing, jazz.
- Studio[Quoi ?]

### Indexation détaillée des titres
| Année de sortie | Titres indexés Face "A" / Face "B"                                                             | Durée de la piste | Auteur(s) ("P" : Paroles) ("M" : Musique)             | Arrangeur    | Éléments complémentaires Références discographiques                     |
| --------------- | ---------------------------------------------------------------------------------------------- | ----------------- | ----------------------------------------------------- | ------------ | ----------------------------------------------------------------------- |
| 1953            | A1. Tournesol (version 1950 - Tirée de la B.O. du Film Souvenirs perdus'’)                     | 2.25              | (P) Jacques Prévert (M) Joseph Kosma                  | Bob Castella | LP 33 Odeon Odeon – OS 1004 Accompagné par Bob Castella & son orchestre |
| 1953            | A2. Sensationnel (version 1950)                                                                | 3.15              | (P) Eddy Marnay (M) Marc Heyral                       | Bob Castella | (Odeon – OS 1004) Accompagné par Bob Castella & son orchestre           |
| 1953            | A3. Fleur de Seine (version 1950) (Reprise du titre créé par Dona en 1901 à L'Eldorado)        | 3.15              | (P) Eugène Joullot et Fernand Disle (M) Émile Spencer | Bob Castella | (Odeon – OS 1004) Accompagné par Bob Castella & son orchestre           |
| 1953            | A4. Le cocher de fiacre (version 1950 - Grand prix du disque de l'Académie Charles-Cros 1951.) | 2.54              | (P) Eddy Marnay (M) Francis Lemarque                  | Bob Castella | (Odeon – OS 1004) Accompagné par Bob Castella & son orchestre           |

## Rééditions au format "disque EP / LP" et "compact-disc CD"
Rééditions et versions "export" LP
- 1953 : Yves Montand Sings (réédition américaine des titres en français) ∫ LP 25 cm / 10" Decca Records - Decca DL-7017[3] (États-Unis).

Rééditions en version CD remasterisé.
- 1999 : Intégrale 1949 - 1953 : Sensationnel (Volume 2) (réédition chronologique partiel de l'album) ∫ Double CD Fremeaux et Associés - Fremeaux FA5109[4].